# Городоцький деканат (львівська архідієцезія) РКЦ
Городоцький Деканат (львівська архідієцезія) РКЦ — одна з 12-ти адміністративно-територіальних одиниць Львівської архідієцезії Римо-католицької Церкви в Україні. Деканат утворено у 2013 році.
У 1938 році до складу Декана Городок входило 11 парафій: Городок Ягеллонський, Янів (тепер Івано-Frankowe), Повітно (Мальчице), Родатичі, Рясне-Польще, Холодна Вода, Білогорща, Брюховичі, Любінь Великий, Вовчухи.

## Парафії
- Диб'янка
- Глиниці
- Городок
- Івано-Франкове
- Яворів
- Комарно
- Краківець
- Наварія
- Погірці
- Повітно
- Рудки
- Семенівка
- Сусолів
- Щирець
- Велйкій Любінь
- Зимна Вода

## Монаші згромадження
- Згромадження Сестер-Вчительок від св. Дороти Дочок Найсвятіших Сердець — Яворів.